# Пишдадиды
Пишдадиды (перс: دودمان پیشدادیان) — легендарная доиранская династия. Династия упоминается в Шахнаме, Авесте и персидской мифологии, согласно которой они были первыми правителями Ирана (Персии). Гайомарт был основателем и первым шахом (царём) династии. В Авесте он легендарный первый царь в мире. Слово пишдад (پیشداد) означает первый человек, принесший закон на персидском языке.

## История
«Фарснаме» повествует: «Существует предание господ персидских и арабских историков, что в совокупности владыки Фарса (Персии) были из четырех династий: Пишдадиды; Кейаниды; Аршакиды; Сасаниды. И две династии из их числа Пишдадиды и Кейаниды были до Александра Македонского, которого называли также Зулкарнайн. И две других династии Аршакиды и Сасаниды были после Александра Македонского, И все четыре династии были из рода Каюмарса, и их общая численность с Александром Македонским составила 72 правителя, и время их правления составило эпоху равную четыре тысячи ста восемьдесяти одному году и нескольким месяцам».

## Пишдадиды в Шахнаме
Цари Пишдадидов следующие:
- Каюмарс
- Хушанг
- Тахмурас
- Джамшид
- Заххок
- Траэтаона
- Ирадж
- Манучехр
- Новзар
- Зов (царь)
- Кэрсаспа